# Alpha Pictoris
Désignations
Alpha Pictoris (α Pic / α Pictoris) est l'étoile la plus brillante de la constellation du Peintre. Elle possède une magnitude apparente de 3,30.